# Kaiserpfalz (comune)
Kaiserpfalz è un comune di 1 652 abitanti della Sassonia-Anhalt, in Germania.

Appartiene al circondario del Burgenland (targa BLK) ed è parte della comunità amministrativa (Verbandsgemeinde) An der Finne.

## Storia
Il comune di Kaiserpfalz fu creato il 1º luglio 2009 dall'unione dei comuni di Bucha, Memleben e Wohlmirstedt.

## Geografia antropica

### Suddivisioni amministrative
Il territorio comunale comprende 6 centri abitati (Ortsteil):
- Allerstedt
- Bucha
- Memleben
- Wendelstein
- Wohlmirstedt
- Zeisdorf